# 川口市立図書館
川口市立図書館（かわぐちしりつとしょかん）は、埼玉県川口市が図書館法第10条、川口市立図書館設置及び管理条例に基づき設置、運営する公立図書館である。川口市内に6館の常設図書館がある。

## 沿革
- 2006年7月1日 - 川口駅前東口のキュポ・ラ本館棟に新しい中央図書館が開館。なお、従来の川口市立中央図書館は、現在の川口市役所第一本庁舎の場所に設立されていたが、老朽化が激しく川口駅付近にキュポ・ラという建物が建設されたことに伴い川口市立中央図書館はキュポ・ラの5階と6階へ移転した。新しい中央図書館は、埼玉県内最大の雑誌等を含む蔵書数と閲覧席を有している。
- 2011年10月11日 - 旧鳩ヶ谷市が消滅して川口市へ吸収合併されたことに伴い、旧鳩ヶ谷市立図書館は川口市立鳩ヶ谷図書館となった。そして、旧鳩ヶ谷市立図書館南分室は川口市立図書館南鳩ヶ谷文庫となり、旧鳩ヶ谷市立図書館西分室は、川口市立図書館里文庫となった。
- 2021年4月8日に前川図書館が移転開館[1]。延床面積は3,096㎡、設計はサトウ設計[1]。

## 各図書館の概要

### 図書館一覧
| 図書館名称   | 施設外観 | 所在地                                        | 開館時間        | 開館時間             |
| 図書館名称   | 施設外観 | 所在地                                        | 平日            | 土曜日・日曜日・休日 |
| ------------ | -------- | --------------------------------------------- | --------------- | -------------------- |
| 中央図書館   |          | 川口一丁目1番1号（キュポ・ラ本館棟5・6階）    | 10時 - 21時     | 9時 - 18時           |
| 前川図書館   |          | 前川一丁目3番18号                             | 10時 - 18時     | 9時 - 17時           |
| 新郷図書館   |          | 大字東本郷1688番地                            | 10時 - 18時     | 9時 - 17時           |
| 横曽根図書館 |          | 仲町10番16号（横曽根公民館と併設）            | 10時 - 18時     | 9時 - 17時           |
| 戸塚図書館   |          | 戸塚東三丁目7番1号（戸塚公民館と併設）        | 10時 - 18時     | 9時 - 17時           |
| 鳩ヶ谷図書館 |          | 坂下町三丁目16番6号                           | 10時 - 18時     | 9時 - 17時           |
| 芝園分室     |          | 芝園町三丁目17番                              | 13時 - 17時     | 10時 - 17時          |
| 芝北文庫     |          | 北園町11番1号（芝北公民館に併設）             | 10時 - 17時     | 土曜 10時 - 17時     |
| 南鳩ヶ谷文庫 |          | 南鳩ヶ谷五丁目13番7号（南鳩ヶ谷公民館に併設） | 13時30分 - 17時 | 10時 - 17時（隔週）  |
| 里文庫       |          | 里1478（里公民館に併設）                      | 13時30分 - 17時 | 10時 - 17時（隔週）  |

### 移動図書館車
「あおぞら号」と名付けられた移動図書館車が、計13のサービスステーションを2週間1回の頻度で巡回できるような日程で運行されている（雨天の場合は巡回が中止される）。

## 休館日
- 中央図書館
  - 第3金曜日
  - 12月29日から翌年1月4日まで
  - 図書特別整理期間
- 前川図書館、新郷図書館、横曽根図書館、戸塚図書館、鳩ヶ谷図書館
  - 月曜日（月曜日が休日の場合は開館し翌火曜日に休館する。翌火曜日も休日であれば翌水曜日が休館日となる）
  - 国民の祝日の振替日
  - 毎月末日（土曜日・日曜日・月曜日にあたるときは直前の金曜日が休館日となる）
  - 12月29日から翌年1月4日まで
  - 図書特別整理期間（各図書館によって整理期間が異なる）
- 芝北文庫
  - 火曜日・金曜日・土曜日以外
  - 芝北公民館の休館日
  - 12月29日から翌年1月4日まで
  - 図書特別整理期間
- 南鳩ヶ谷文庫、里文庫
  - 毎月月曜日
  - 国民の祝日
  - 隔週土曜・日曜
  - 毎月の月末（土・日・月曜にあたるときは直前の金曜日）
  - 12月29日から翌年1月4日まで
  - 図書特別整理期間
  - 公民館の休館日

※ 臨時に休館したり開館したりすることもある。

## 図書館が提供するサービス
- 蔵書資料（図書・雑誌・CD・ビデオ・DVD）の検索・閲覧。
- 蔵書資料の貸出（事前に利用者カードの交付を受ける必要がある）
  - 禁帯出に指定されていない蔵書資料であれば、図書・雑誌・紙芝居はあわせて最多10点、CD・DVD・ビデオはあわせて最多3点、語学CD・カセットはあわせて最多3点まで、貸出を受けることができる
  - 貸出期間は14日間である
  - 蔵書資料の返却は、貸出を受けた図書館だけではなく全ての図書館で、利用者カードを持参しなくとも受け付ける
- 蔵書資料の転送・予約（事前に利用者カードの交付を受ける必要がある）
  - 館内に設置された検索端末、インターネットに公開されているOPACで検索した蔵書資料が他図書館に収蔵されている場合、最寄りの図書館に転送することができる（転送した蔵書資料をそのまま貸出を申し込むこともできる）
  - 予約は最多で20件申し込むことができる
  - 予約が多数申し込まれている蔵書資料は、予約の申込順に連絡される
- 図書館間相互貸借制度
  - 埼玉県内の他県市町村立図書館の蔵書を利用することができる。川口市立図書館に蔵書がなく、この制度を利用する場合、図書館備え付けのリクエストカードに記入し予約する。ただし、蔵書先の図書館で貸出予約が多い場合や、リクエストした資料が蔵書先の図書館で館内用もしくは禁帯出の場合は、この制度を利用できない。この制度を利用するときは図書館職員に相談した方がよい。
- レファレンス
  - 学校の授業に関係するもの（宿題・課題など）、クイズ・懸賞の答え、医療・法律相談、翻訳など、図書館として回答に適さないと判断された場合は、レファレンスに応じられない
- コピー
  - 著作権法の範囲内で複写できる（1枚10円）
- ウェブページの閲覧
- イベント

### 利用カードの作成
図書館サービスのうち、蔵書資料の貸出や予約などには利用カードが必要となる。利用カードを作成する時には、以下の住居を証明できる資料のうち1点を持参する必要がある。利用カードの発行に際して、住所による発行制限がないのが特徴で、日本全国どこの市区町村に住んでいても利用カードを作ることができる。
- 運転免許証
- 健康保険証
- 電話・ガス・[話・水道料金の領収書
- 外国人登録カード

### 読書ノートの配布
各図書館で「読書ノート」を配布している。2017年10月より、中央、前川・新郷・横曽根・戸塚・鳩ヶ谷図書館に、「読書ノートシール印刷機」が導入された。この機械は、利用者が借りている資料のタイトルや作者名などを小さなシールに印刷でき、読書の記録として活用することを呼びかけている。「読書ノート」には子ども用と大人用がある。